# Janko Mežik
Janez „Janko“ Mežik (* 23. September 1921 in Kranjska Gora; gestorben 7. März 1998 in Ljubljana, Slowenien) war ein jugoslawischer Skispringer.

## Werdegang
Er nahm als Vertreter Jugoslawiens an den Olympischen Winterspielen 1948 in St. Moritz teil und erreichte im Einzel von der Großschanze den 43. Platz.